# Shakura S'Aida
Shakura S'Aida er en canadisk blues- og jazzsanger, komponist og skuespiller.
Shakura S'Aida blev født i Brooklyn og boede i Schweiz før hun flyttede til Canada.
S'Aida var forsanger i det 13 mand store verdensmusik-ensemble Kaleefah, før hun påbegyndte sin solokarriere. Hun har også optrådt som korsanger for Rita MacNeil og Patti Labelle samt en række jazzmusikere såsom Jimmy Smith og Ruth Brown.
Som skuespiller har hun i 2004 medvirket i stykket Consecrated Ground opført i Toronto samt i Sudz Sutherlands tv-film Doomstown i 2006.

## Priser
- Independent Music Awards 2011: Vinder 'Best Blues Artist of the Year'
- Marble Blues Awards 2011: Vinder: 'Female Vocalist of the Year'
- Marble Blues Awards 2013: Nomineret: 'Entertainer of the Year', 'Female Vocalist of the Year' og 'Recording/Producer and Songwriter of the Year'
- Indie Awards 2013: Nomineret: 'Blues Artist of the Year'
- Blues Music Awards 2013: Nomineret 'Contemporary Female Artist of the Year'[2]
- Juno Awards 2013: Nomineret 'Best Blues Album' (for albummet Time ...)

## Diskografi
- Blueprint (2008)
- Brown Sugar (2010)
- Time ... (2013)

## Eksterne links
- Officiel hjemmeside
- Biografi på cbc.ca (engelsk)